# Самойлова, Анастасия
Анастасия Самойлова (до 2 сентября 2022 года — Кравченок) (латыш. Anastasija Samoilova; 19 января 1997, Даугавпилс) — латвийская пляжная волейболистка, двукратная чемпионка Европы (2019, 2022). Представляла Латвию на XXXII летних Олимпийских играх в Токио 2020 года, где вместе с партнершей Тиной Граудиней заняла 4-е место. На XXXIII летних Олимпийских играх в Париже в 2024 году дуэт занял 5-е место.

## Карьера
В августе 2019 года в паре с Тиной Граудиной стала чемпионкой Европы и пара прошла квалификацию на Олимпийские игры 2020 года, став первой в истории латвийской женской парой, которая пробилась на олимпийский турнир.
Летом 2021 года на олимпийском турнире по пляжному волейболу латвийские спортсменки выступили успешно, дойдя до полуфинала, а затем уступили в матче за бронзу дуэту из Швейцарии Анук Верже-Депре и Йоане Хайдрих.
В августе 2022 года вместе с Граудиной завоевали второе европейское золото, став двукратными чемпионками Европы; в финале со счётом 2-1 была обыграна пара из Швейцарии Нина Бетшарт и Таня Хюберли.

## Семья
2 сентября 2022 года вышла замуж за пляжного волейболиста Михаила Самойлова и теперь выступает под фамилией Самойлова.